# پورشه اس‌ئی
پورشه اس‌ئی (به آلمانی: Porsche SE) شرکت هلدینگ آلمانی چندملیتی است، که به‌عنوان یک شرکت سرمایه‌گذاری، همچنین مالک اصلی گروه فولکس‌واگن فعالیت می‌کند.
پورشه اس‌ئی در سال ۱۹۳۱ توسط خانواده پورشه راه‌اندازی شد و مالک ۱۰۰٪ از سهام شرکت خودروسازی پورشه بود، همچنین با در اختیار داشتن ۵۲٪ از سهام گروه فولکس‌واگن، بزرگترین سهام‌دار این گروه صنعتی به‌شمار می‌آید. پورشه اس‌ئی مالک شرکت اتریشی پورشه هلدینگ، گروه پورشه دیزاین و شرکت مهندسی پورشه نیز می‌باشد.
دفتر مرکزی این شرکت در شهر اشتوتگارت، آلمان قرار دارد و بخشی از سهام آن در بازار بورس فرانکفورت معامله می‌شود.